# Canadieni albi
Canadienii albi (în engleză: White Canadian, în franceză: Canadien blanc) sunt canadieni de origine europeanǎ. Englezii canadieni (21%), francezii canadieni (18%), scoțienii canadieni (15,1%), irlandezii canadieni (14%), germanii canadieni (10,2%), italienii canadieni (4,6%), ucrainenii canadieni (3,9%), olandezii canadieni (3,3%), polonezii canadieni (3,1%) și rușii canadieni (1,6%) sunt cele mai mari grupuri de persoane care s-au autoraportat cu origini europene, potrivit recensământului din 2001.
Numărul de imigranți din țări europene, altele decât Marea Britanie sau Franța, a crescut simțitor în prima jumătate a secolului XX, de la 9% în 1901 la 20% în 1941, cea mai mare parte proveneau din Europa de Nord și de Vest în primii ani, și din Europa de Est și de Sud în anii următori. Legea de imigrare canadiană din 1952 a stabilit dreptul de admitere în Canada. Aceasta a fost modificată în 1962 și din nou în 1966. Canadieni albi constituie în prezent aproximativ 80% din populația canadianǎ.
Serviciul de Statistică Canadian publică statistici privind populația Canadei, inclusiv după compoziția ei etnică și de autoidentificare. Cea de origine europeană este divizată în mai multe subcategorii, după cum urmează: Insulele britanice, Franța, Europa de Vest, Europa de Nord, Europa de Est, Europa de Sud, Statele Unite și altele.